# Prisión de La Moye
La Prisión de La Moye o la Prisión de Su Majestad de la Moye (en inglés: HM Prison La Moye) es una cárcel de uso mixto en la isla de Jersey una dependencia de la Corona Británica. La Moye es actualmente la única prisión de Jersey, y se encuentra dentro de los límites de la Vingtaine de la Moye. Es operado por el Servicio Penitenciario Jersey, parte del Departamento de Asuntos de Interior. La prisión fue abierta a mediados de la década de 1970 y originalmente fue construida para albergar a 150 internos. Debido a que La Moye es la única cárcel activa de la isla, cuenta con opciones de recibir reclusos hombres, mujeres, jóvenes delincuentes y prisioneros vulnerables.